# Happiness is You
Happiness is You je 23. album Johnnyja Casha, objavljen 1966. u izdanju Columbia Recordsa. Među ostalima, na albumu se nalazi "Guess Things Happen That Way", obrada jedne od Cashovih najranijih pjesama snimljenih za Sun Records. Album je dosegao 10. mjesto na country ljestvici albuma.

## Popis pjesama
1. "Happiness Is You" (Cash, June Carter) – 2:59
2. "Guess Things Happen That Way" (Jack Clement) – 1:55
3. "Ancient History" (Wayne P. Walker, Irene Stanton) – 2:23
4. "You Comb Her Hair" (Harlan Howard, Hank Cochran) – 2:42
5. "She Came from the Mountains" (Peter La Farge) – 4:59
6. "For Lovin' Me" (Gordon Lightfoot) – 2:40
7. "No One Will Ever Know" (Fred Rose, Mel Foree) – 2:26
8. "Is This My Destiny?" (Helen Carter) – 2:31
9. "A Wound Time Can't Erase" (Bill D. Johnson) – 2:37
10. "Happy to Be with You" (Merle Kilgore, Carter, Cash) – 3:14
11. "Wabash Cannonball" (A.P. Carter) – 2:41

## Izvođači
- Johnny Cash - vokali
- Luther Perkins - gitara
- Norman Blake - gitara/dobro
- Bob Johnson - gitara/faluta
- Marshall Grant - bas
- W.S. Holland - bubnjevi
- Bill Pursell - klavir
- Maybelle Carter - autoharfa
- The Carter Family, The Statler Brothers - prateći vokali

## Ljestvice
Album - Billboard (Sjeverna Amerika)
| Godina | Ljestvica      | Pozicija |
| ------ | -------------- | -------- |
| 1966.  | Country albumi | 10       |

## Vanjske poveznice
- Podaci o albumu i tekstovi pjesama